# 오다기리 효과

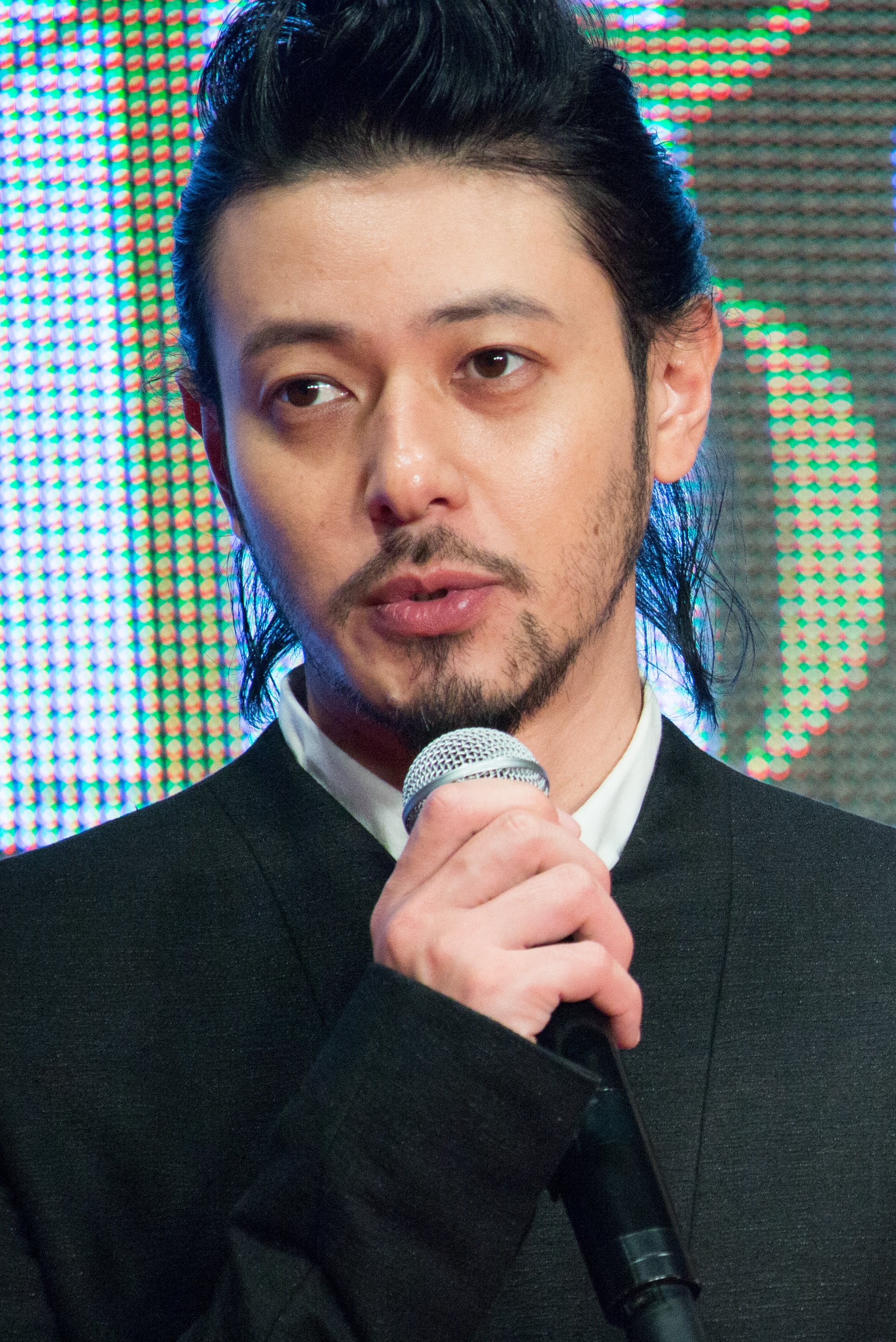
오다기리 효과의 이름은 배우 오다기리 조에서 기인한다.

오다기리 효과(Odagiri effect)는 프로그램에 매력적인 남자 배우나 캐릭터가 출연해 예상보다 많은 여성 시청자를 끌어들이는 텔레비전 현상이다. 2000년 특촬물 프로그램 가면라이더 쿠우가에 출연한 일본 배우 오다기리 조의 이름을 따서 명명되었다. 이 효과는 이제 일부 쇼에서 의도적으로 배포되며 스포츠 테마 및 아이돌 테마 일본의 애니메이션에서 가장 일반적으로 사용된다.

## 기원
"오다기리 효과"라는 용어는 어린이와 10대 초반을 대상으로 한 특촬물 TV 시리즈인 가면라이더 쿠우가에서 유래되었다. 그러나 제작자들은 이 쇼가 두 명의 대규모 청중 그룹을 끌어들이고 있다는 사실을 발견했다. 즉, 쇼가 원래 목표로 삼았던 4세에서 12세 사이의 어린이; 주연 배우 오다기리 조가 매력을 느낀 아이들의 엄마들이 이 프로그램에 매료됐다. 이에 따라 오다기리는 더욱 주목받는 경력을 쌓았고, 후속 시리즈인 가면라이더 아기토는 매력적인 남자 배우 3명을 주연으로 캐스팅해 효과를 재현하려고 시도했다. 다시 말하지만, 이 쇼는 많은 수의 여성 시청자를 끌어 모았지만 대부분 남성인 장기 시청자는 반대했다.